# 奥川村
奥川村（おくがわむら）は福島県耶麻郡にあった村。現在の西会津町奥川各大字にあたる。

## 地理
- 河川：阿賀川、奥川

## 歴史
- 1889年（明治22年）4月1日 - 町村制の施行により元島村、豊島村、飯里村、飯沢村、飯根村、高陽根村、大綱木村の区域をもって発足。
- 1954年（昭和29年）7月1日 - 新郷村および河沼郡野沢町・尾野本村・登世島村・睦合村・下谷村・群岡村・上野尻村・宝坂村と合併して西会津町が発足。同日奥川村廃止。

## 交通

### 鉄道路線
村域に鉄道路線は存在しなかったが、阿賀川対岸の河沼郡群岡村に磐越西線の徳沢駅が所在した。